# Podciep
Podciep, podciepek, podciepa – prasłowiański śląski demon, odpowiednik boginki, bogunki lub mamuny, podmieniający niemowlęta, bądź śląska nazwa odmieńca, podrzutka.
Skrzat podciepek jest głównym bohaterem książki "Kłopoty Kacperka góreckiego skrzata".